# Phobia (band)
Phobia is een Amerikaanse grindcoreband opgericht in 1990.
Phobia mengt de energie en de idealen van hardcore en punk met de bulldozeragressie van oude grindcore. Als belangrijke invloeden kunnen Napalm Death, Terrorizer, Discharge en Repulsion genoemd worden.

## Discografie
Albums en ep's:
- 1992 - All that Remains (single, Relapse Records)
- 1994 - Return to Desolation (Relapse Records)
- 1996 - Enslaved (ep, Slap A Ham Records)
- 1998 - Means of Existence (Slap A Ham Records)
- 1999 - Destroying the Masses (ep, Pessimiser Records)
- 2001 - Serenity Through Pains (Deathvomit/Deep Six)
- 2004 - Grind Your Fucking Head In (Deep Six)
- 2004 - Get Up and Kill! (ep, Deep Six)
- 2006 - Cruel (Willowtip Records)
- 2008 - 22 Random Acts of Violence (Willowtip Records)
- 2010 - Loud Proud and Grind as Fuck (livealbum, Deep Six)
- 2010 - Unrelenting (ep, Relapse Records)
- 2012 - Remnants of Filth (Willowtip Records)